# Теократична монархія
Теократична монархія (грец. theokratia — влада Бога) — форма правління, в якій політична і духовна влада зосереджена в руках церкви, наприклад, Ватикан.

## Історія та сучасність
Теократія була основою правління всіх розвинених держав давнини. Так, всі стародавні фараони Єгипту були жерцями і проголошували себе богами або синами богів, у Стародавній Греції рішення нерідко приймалися на основі прорікань оракулів (особливих предметів, явища в яких роз'яснювалися спеціальними тлумачами — жерцями або жрицями) і до оракулів правлячі кола посилали спеціальні посольства (теорії), а також на основі ворожіння та прорікань власних пророків. Такою ж теократичною монархією була і давня Римська імперія, в якій вищі посадові особи (консули та інші) одночасно були жерцями і мали обов'язок здійснювати жертвоприношення, з'ясовуючи по них найкращий спосіб дій.
Елементи теократії були і в пізніші часи — в Середні століття і в новий час, коли методом вирішення спорів обиралися лицарські поєдинки і дуелі (іноді це приймало форми гри, наприклад, в кістки або карти), або ж просто кидання жереба — вважалося, що на боці переможця сам Бог, тобто його перемога служить загальному благу. Існування теократій в давнину не є, однак, доказом їх необхідності або користі для сучасного суспільства. Навпаки, сучасне розуміння теократії виходить з того, що така форма правління суперечить принципам релігійного плюралізму, демократії і моральним принципам сучасного суспільства.
Державами з елементами теократії є ісламські держави. Ісламська держава — держава, яка прийняла іслам, зокрема шаріат, як основу своїх політичних інститутів чи законів. Наприклад, Саудівська Аравія і Іран підтримують релігійні суди з усіх аспектів права та релігійної поліції для підтримки соціальних вимог.

## Ватикан— єдина сучасна теократична монархія
Єдиною теократичною монархією в сучасному суспільстві є Ватикан. Ватикан — абсолютна теократична монархія, керована Святим Престолом. Сувереном Святого Престолу, в руках якого зосереджені абсолютна законодавча, виконавча і судова влада, є Папа Римський, що обирається кардиналами на довічний термін.
Головою виконавчої влади є Державний секретар. Ватиканом керує адміністративний орган — призначувана Святим Престолом Папська Комісія, на чолі з губернатором (комісія призначається на 5-річний термін). Головним адміністративним органом Святого престолу (практичне керівництво релігійною, політичною та господарською діяльністю) є Римська курія. Згідно з конституціями «Regimini Ecclesiae Universae» (1968 рік) і «Pastor Bonus» (1988 рік) адміністрація католицької церкви і Ватикану складається з кількох відомств. Виконанням рішень Папи і координацією діяльності Римської курії займається Державний секретаріат. Його голові — Державному секретарю — надані всі повноваження в області світського суверенітету; фактично він виконує обов'язки прем'єр-міністра. З 2013 року державний секретар — кардинал П'єтро Паролін. Інші органи католицької церкви і Ватикану: дев'ять конгрегацій або дикастерій (міністерств), 11 папських комісій, бюро, Апостольська бібліотека та інші установи. Юридичні інстанції — Вищий церковний суд, Вищий трибунал Апостольського суду і місцевий трибунал. Порядок підтримує папська гвардія, що складається зі швейцарських гвардійців.